# Carl Stamitz

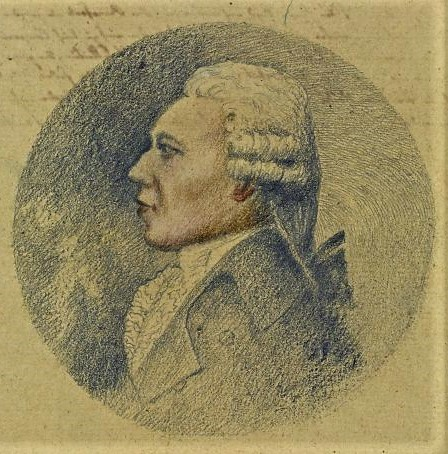
Carl Stamitz

Carl Philipp Stamitz (7 de mayo de 1745 - 9 de noviembre de 1801) fue un compositor bohemio, virtuoso del violín, hijo de Johann Stamitz, violinista de la famosa orquesta de Mannheim. Viajó a París, donde alcanzó renombre. Visitó como concertista los principales países de Europa. Compositor de óperas (Der verliebte Vormund y Dardanus), 70 sinfonías, numerosos cuartetos, tríos y otras obras musicales. Fue el representante más destacado de la segunda generación de la Escuela de Mannheim.

## Trayectoria
Era el hijo mayor de Johann Stamitz, violinista y compositor del período clásico temprano. Nacido en Mannheim, recibió lecciones de su padre y de Christian Cannabich, sucesor de su padre al frente de la orquesta de Mannheim. Cuando era joven, Stamitz fue empleado como violinista en la orquesta de la corte de Mannheim. En 1770, comenzó a viajar como virtuoso, aceptando compromisos a corto plazo, pero no logró obtener un puesto permanente. Visitó varias ciudades europeas, viviendo durante un tiempo en Estrasburgo y Londres. En 1794, dejó de viajar y se trasladó con su familia a Jena, en el centro de Alemania, pero sus circunstancias se deterioraron y cayó en deudas y pobreza, muriendo en 1801. Se le encontraron documentos sobre alquimia después de su muerte.
Stamitz escribió sinfonías, sinfonías concertantes y conciertos para clarinete, violonchelo, flauta, oboe, fagot, trompa, violín, viola, viola d'amore y diferentes combinaciones de estos instrumentos. Algunos de sus conciertos para clarinete y viola son particularmente admirados. También compuso dúos, tríos y cuartetos. Dos óperas, Der verliebte Vormund y Dardanus, ahora perdidas actualmente. Estilísticamente, su música se asemeja a la de Mozart o Haydn y se caracteriza por melodías atractivas, aunque su escritura para los instrumentos solistas no es excesivamente virtuosa. Los movimientos iniciales de sus obras orquestales, que son en forma sonata, son generalmente seguidos por movimientos medios expresivos y líricos y movimientos finales en forma de rondó.

### Primeros años en Mannheim
Carl Stamitz nació en Mannheim y fue bautizado el 8 de mayo de 1745, fue el hijo mayor de Johann Stamitz, violinista y compositor de la era clásica temprana. Johann Stamitz era el líder de la orquesta de la corte en el Palacio de Mannheim y la entrenó para que fuera disciplinada y técnicamente pulida. Los músicos crearon sensación con su habilidad para tocar con sutileza y precisión, así como con un gran rango dinámico.
Carl recibió sus primeras lecciones de violín y composición musical de su padre. Después de la muerte de Johann Stamitz en 1757, el compositor Christian Cannabich, el sucesor de su padre como concertino y director de la orquesta de Mannheim, instruyó a Stamitz, de 12 años. Ignaz Holzbauer, el director musical de la corte, y el compositor de la corte Franz Xaver Richter también participaron en la educación del niño.

### Carrera itinerante
Cuando tenía diecisiete años, Stamitz trabajaba como violinista en la orquesta de la corte. En 1770, renunció a su cargo y comenzó a viajar. Como virtuoso itinerante del violín, la viola y la viola d'amore, Stamitz a menudo aceptaba compromisos a corto plazo, pero  nunca logró obtener un puesto permanente con uno de los príncipes europeos o en una de las orquestas de su tiempo.
En 1770 fue a París, donde entró al servicio de Luis, duque de Noailles, quien lo convirtió en compositor de su corte. También apareció en los Concerts Spirituels, a veces junto con su hermano Anton, quien probablemente había ido a París con él. Con París como base, realizó frecuentes giras de conciertos por varias ciudades alemanas: el 12 de abril de 1773 se presentó en Frankfurt; un año después estaba en Augsburgo; y en 1775 se aventuró hasta la capital rusa, San Petersburgo. En 1777 residió durante un tiempo en Estrasburgo, donde Franz Xaver Richter era director musical. Durante los años 1777 y 1778 tuvo éxito en Londres, siendo uno de los muchos músicos austro-alemanes, como Carl Friedrich Abel, J. C. Bach y en sus últimos años Haydn, atraídos allí. Su estancia en Londres posiblemente se vio facilitada por su contacto con Thomas Erskine, conde de Kellie (1753-1781), que había recibido lecciones de su padre, durante una gira por el continente. Entre 1782 y 1783, Stamitz dio conciertos en La Haya y en Ámsterdam. En 1785 regresó a Alemania para presentar conciertos en Hamburgo, Lübeck, Braunschweig, Magdeburg y Leipzig. En abril de 1786 se dirigió a Berlín, donde el 19 de mayo de 1786 participó en la representación del Mesías de Haendel, bajo la batuta de Johann Adam Hiller.
Más tarde viajó a Dresde, Praga, Halle y luego a Núremberg, donde el 3 de noviembre de 1787 organizó una Gran Festividad Musical Alegórica en Dos Actos para celebrar el ascenso en globo del pionero de la aviación francesa Jean-Pierre Blanchard. Durante el invierno de 1789-1790 dirigió los conciertos de aficionados en Kassel, pero no consiguió un empleo en la corte de Schwerin. Casado y padre de cuatro niños pequeños, se vio obligado a reanudar una vida de giras continuas. 
El 12 de noviembre de 1792 dio un concierto en el teatro de la corte de Weimar, entonces bajo la dirección de Goethe. 
En 1793 emprendió un último viaje a lo largo del río Rhin hasta su Mannheim natal, antes de que finalmente dejara de viajar. En algún momento del invierno de 1794-1795, se trasladó con su familia a la ciudad universitaria de Jena, en el centro de Alemania. 

### Últimos años
Durante los años que Stamitz pasó en Jena, según algunas fuentes, estaba relacionado de alguna manera con la universidad, pero esto parece ser motivo de controversia. Stamitz descendió gradualmente a la pobreza. Después de su muerte en noviembre de 1801, se encontró en su biblioteca una cantidad considerable de tratados sobre alquimia. 

## Música
Carl Stamitz escribió más de 50 sinfonías, al menos 38 sinfonías concertantes y más de 60 conciertos para violín, viola, viola d'amore, violonchelo, clarinete, trompa basset, flauta, fagot y otros instrumentos. También escribió un gran volumen de música de cámara. Algunos de los conciertos para clarinete y viola que compuso Stamitz se consideran entre los mejores disponibles de la época.
Durante el período en que vivió en París, Stamitz comenzó a cooperar con el virtuoso del clarinete nacido en Bohemia Joseph Beer (1744-1811), lo que resultó fructífero tanto para Stamitz como para Beer. Al menos uno de los conciertos para clarinete de Stamitz (el concierto n. ° 6 en mi bemol mayor) parece haber sido compuesto conjuntamente por los dos, ya que ambos nombres aparecen en la portada del manuscrito vienés. Beer tocaba un clarinete en Si bemol, de 5 claves y frecuentemente tocaba algunos de los conciertos de Carl Stamitz en París. Su colaboración profesional continuó con una sucesión de conciertos y obras de cámara compuestas para Beer.
Los once conciertos, un concierto doble para clarinete y un concierto para clarinete y fagot convierten a Carl Stamitz en uno de los compositores más prolíficos para este instrumento a finales del XVIII .XVIII y es uno de los compositores más importantes en la historia del clarinete. 
Stamitz fue el primer compositor en especificar un pizzicato de la mano izquierda (un dispositivo virtuoso importante) en una composición musical. Esto ocurre en su Concierto para viola en re mayor, donde el pasaje en cuestión se designa con un "0" sobre las notas.
Los conciertos para violonchelo de Stamitz fueron escritos para Federico Guillermo II de Prusia, quien era un músico aficionado: tanto Mozart como Beethoven escribieron música para el rey.

## Estilo
Estilísticamente, la música de Stamitz no se aleja demasiado de las obras galantes del joven Mozart, o de la época intermedia de Haydn. Las obras de Stamitz se caracterizan por sus melodías atractivas, con las voces a menudo dirigidas por terceras, sextas y décimas. La escritura para los instrumentos solistas es idiomática y virtuosa, pero no en exceso.
Los movimientos de apertura de los conciertos y obras orquestales de Stamitz se construyen regularmente en forma sonata, con una extensa exposición doble. Su estructura es de naturaleza aditiva y no exhibe el desarrollo temático que se considera típico del estilo clásico vienés. Los movimientos intermedios son expresivos y líricos, a veces llamados 'Romanza' y generalmente construidos de acuerdo con la forma de Lied (ABA, ABA' o AA'B). El movimiento final es a menudo (y en los conciertos casi siempre) un rondó de estilo francés.
Tal como había hecho su maestro Franz Xaver Richter, Stamitz prefería las tonalidades menores.